# Miagrammopes spatulatus
Miagrammopes spatulatus là một loài nhện trong họ Uloboridae.
Loài này thuộc chi Miagrammopes. Miagrammopes spatulatus được miêu tả năm 2004 bởi Dong et al..